# バキューム (ユニット)
バキュームは、FM NACK5のラジオパーソナリティー3人組で結成されたアイドルユニットで、テクノポップユニットPerfume（パフューム）の公認パロディユニット。

## メンバー
- リーダー:大津田裕美（おおつだ ひろみ）、愛称「ヒロ」、「プリーズ」、「プリさん」、「プリ姉」、大沢事務所所属
- 小嶋亜由美（こじま あゆみ）、愛称「コジアユ」、「コジ」
- 横田佳織（よこた かおり）、愛称「かおっち」、「かおりん」。現芸名は横田かおり。

2007年12月31日に行われた、FMラジオ局NACK5のカウントダウンイベント「FM NACK5 Super Countdown Live 2007 NTTドコモ・NTT東日本 presents おかげ様でまた大宮ソニックシティでライブをすることになりました!!! 略して「様ソニ」 〜SAITAMA GIRLS&…COLLECTION〜」の出演のために結成された大宮系アイドルユニット。曲や振付けやステージ衣装は、すべて自前である。Perfumeを意識した完全オリジナルユニット。

## グループ名
- Perfumeからもじって「バキューム」にした。
- The Nutty Radio Show 鬼玉でゲスト出演したPerfumeメンバーに直接交渉し、Perfume公認許可結成のパロディユニットとなっている。

## 大宮系アイドルバキュームの掟
キャラ設定
- ヒロ … リーダーだが泣き虫
- コジアユ … しっかり者、実は真のリーダー
- かおっち … スマイル担当
- 掟(1) 下ネタは厳禁。
- 掟(2) 憧れの存在はバカボン鬼塚。
- 掟(3) 夢は様ソニの舞台に立つこと。

## ディスコグラフィー
インディーズ
- 2007年12月31日　『「ぷ」』、『「てき〜ら」』の原曲をバキュームライブアレンジし、初のライブを行った。
  - （原曲：プリーズ大津田『てき〜ら』　2007年8月15日、music.jpより配信）
  - （原曲：プリーズ大津田『ぷ』　2007年11月29日、music.jpより配信）

メジャー
- 2008年7月23日　『「ナツコイ」』で初のオリジナル曲をリリースで事実上のメジャーデビュー。（2008年7月23日、music.jpより配信）
- 2008年11月1日　『「アキコイ」』バキュームのセカンド曲を「NACK5 20th ANNIVERSARY SPECIAL THANKS「STAR RADIO」」に合わせON AIR（2008年11月1日にmusic.jpより配信）

|     | リリース       | タイトル                    | ライブ                     | music.jp配信 |                         |
|     | 2007年12月31日 | 『「ぷ」』 『「てき〜ら」』 | 2007年様ソニライブアレンジ | 配信なし     | インディーズ扱い        |
| 1st | 2008年7月23日  | 『「ナツコイ」』            | NACK5 Summer Festa 08      | 配信         | メジャーデビュー        |
| 2nd | 2008年11月1日  | 『「アキコイ」』            | 「STAR RADIO」で初オンエア | 配信         | メジャー第二弾          |
| 3rd | 2009年1月1日   | 『「フユコイ」』            | 様ソニ08で初オンエア       | 配信         | メジャー第三弾（FINAL） |

## 出演イベント
- 2007年『様ソニ』　2007年12月31日 大宮ソニックシティ 大ホール
- 2008年『NACK5 SUMMER FESTA 2008』　2008年8月24日 NACK5スタジアム大宮
- 2008年『The Nutty Radio Show 鬼玉』の感謝祭（Special Weak）のプレゼント企画『バキュームサンタがやってくる』として、某リスナー宅での出張ライヴ 2008年12月21日
- 2008年『様ソニ08』2008年12月31日 大宮ソニックシティ 大ホール

## コール＆レスポンス
様ソニ08用にコール＆レスポンスがあり「NACK5 20th ANNIVERSARY SPECIAL THANKS「STAR RADIO」」の特番で決められた。
- コール:「Love is」
- レスポンス:「Magic」

## 備考
- 2008年11月1日に「NACK5 20th ANNIVERSARY SPECIAL THANKS「STAR RADIO」」でバキューム特番番組を担当。その番組の中で『バキューム無期限活動休止宣言』が発表された。活動休止の主な理由は「音楽性の違いのため」。そのため、2008年12月31日の『様ソニ』を最後に活動休止となる。実際はメンバー2人（ヒロ、コジアユ）が嫌々活動していたのが本当の理由。
- YouTube配信、『あらびき団』（TBSテレビ）出演など、Perfumeの楽曲に合わせて踊りながら様々な飲食物を吸い込む芸で活動している同ユニット名の吸引式テクノポップユニット『バキューム』（または『Bercume』）とは関係ない。
- The Nutty Radio Show 鬼玉でゲストで出演したPerfumeメンバーに振り付け指導してもらう約束だったが、Perfumeの活動が多忙のために振り付け指導してもらえずメンバー自身で振り付けを考えた。
- 結成以降、各番組パーソナリティーはバキュームを羨ましいがっていた。特に黒田治はスポンサー事情で様ソニに出演出来なかったために自作でバキュームに対抗して曲を作ったが全く話題にならなかった。